# Alexander Rudnay Divékújfalusi
Alexander Rudnay Divékújfalusi, slovaški duhovnik, škof in kardinal, * 4. oktober 1760, Szentkereszt, † 13. september 1831, Esztergom.

## Življenjepis
12. oktobra 1738 je prejel duhovniško posvečenje.
8. marca 1816 je bil imenovan za škofa Transilvanije in 21. aprila istega leta je prejel škofovsko posvečenje.
17. decembra 1819 je bil imenovan za nadškofa Esztergoma.
2. oktobra 1826 je bil povzdignjen v kardinala in pectore in 15. decembra 1828 pa je bil ponovno povzdignjen v kardinala.